# Khaled Abdul-Wahab
Khaled Abdul-Wahab, in arabo خالد عبد الوهاب (1º marzo 1911 – 4 settembre 1997), è stato un imprenditore tunisino musulmano che salvò diverse famiglie ebree dalla persecuzione nazista, nella Tunisia di Vichy, durante l'Olocausto. È stato chiamato lo Schindler tunisino.

## Biografia

### Soccorso degli ebrei in tempo di guerra
Figlio di una ricca famiglia aristocratica, aveva viaggiato spesso all'estero durante la sua giovinezza, soprattutto in Francia. Prima della guerra aveva studiato arte e architettura a New York.
Aveva 31 anni quando le truppe tedesche occuparono la Tunisia nel novembre 1942, allora si contavano circa 100.000 ebrei. In base alle leggi antisemite dei nazisti, furono costretti a indossare i distintivi gialli e furono soggetti alla confisca delle loro proprietà: più di 5.000 ebrei tunisini sono stati mandati nei campi di lavoro forzato. Altri 160 ebrei tunisini in Francia furono mandati nei campi di sterminio europei, che avrebbe potuto essere il destino degli ebrei nella stessa Tunisia di Vichy, se il dominio nazista fosse durato più a lungo.
Khaled Abdul-Wahab, muovendosi come interlocutore tra i nazisti e la popolazione della città costiera di Mahdia, venne a conoscenza che gli ufficiali tedeschi stavano progettando di violentare una donna ebrea locale, riuscì a capire che doveva essere Odette Boukhris, la moglie di un suo conoscente. Riuscì a far bere ubriacare il tedesco, ha poi guidato fino alla fabbrica di petrolio dove la famiglia era rifugiata, ha preso la famiglia Boukhris ed i loro vicini, la famiglia Ouzzan, per un totale di 25 persone, e li ha portati nella fattoria di famiglia, dove li ha tenuti per 4 mesi, assegnando una piccola stanza ad ogni membro della famiglia.
Nonostante la vicinanza della fattoria di Khaled con un campo della Croce Rossa, nel quale venivano ricoverati i soldati tedeschi feriti, nessuno dei braccianti della fattoria ha rivelato che sapeva della presenza di questi ebrei nascosti. Rimasero nascosti fino alla fine dell'occupazione nazista e nell'aprile del 1943, con l'arrivo degli inglesi a Mahdia, tutte le famiglie tornarono nelle loro case.
Nel dicembre 1942, aiutò a salvare una famiglia ebrea composta di quasi due dozzine di persone, una di loro era Eva Weisl, all'epoca aveva 13 anni: tutti gli uomini abili della famiglia di Weisl furono costretti ai lavori forzati dai tedeschi. Alla famiglia è stata offerta protezione da Khaled che ha traghettato tutte le donne, i bambini e gli anziani alla sua fattoria. La famiglia ricevette alloggio da Khaled nelle stalle della fattoria. Poco dopo un'unità tedesca arrivò in zona. Khaled ha istruito la famiglia di nascondere i propri distintivi gialli, di rimanere nel cortile e di tenersi lontani dalla casa principale. Per mantenere nascosta la famiglia, ha invitato l'unità tedesca in casa sua. Durante la notte, due soldati tedeschi ubriachi vagavano nel cortile, hanno cominciato a bussare alla porta del cortile dicendo: "Sappiamo che siete ebrei e veniamo a prendervi!" La famiglia dopo aver sentito queste minacce ha nascosto tutte le ragazze. Khaled arrivò lì e riuscì a convincere i tedeschi a lasciare in pace la famiglia. Il giorno dopo si scusò con la famiglia per le minacce dei soldati tedeschi e promise loro che un simile incidente non si sarebbe mai più ripetuto. Eva e la sua famiglia hanno passato il resto degli anni dell'occupazione tedesca nella sua fattoria.

### Giusto tra le nazioni
Robert Satloff, scrittore alla ricerca di testimonianze degli arabi che avevano salvato gli ebrei dalla Shoah, fu informato per la prima volta di Khaled Abdul-Wahab dalla figlia di Odette Boukhris, Annie Boukhris, che era stata nascosta da Abdul-Wahab all'età di 11 anni; poco dopo aver registrato la testimonianza, Odette morì, all'età di 71 anni. Satloff andò poi a Mahdia e ne confermò il racconto.
Sebbene nominato, Abdul-Wahab deve ancora essere approvato dalla commissione di Yad Vashem che concede l'onorificenza. Yad Vashem ha conferito l'onore a 60 musulmani, inclusi turchi, tartari e bosniaci, con Mohammed Helmy come unico arabo. La maggior parte dei musulmani che hanno ricevuto il riconoscimento erano di nazionalità albanese. Il caso di Abdul-Wahab è già stato studiato una volta dal Dipartimento dei Giusti tra le Nazioni di Yad Vashem, ma è stato rifiutato sulla base del fatto che Khaled Abdul-Wahab non ha rischiato la propria vita; che aveva "ospitato" piuttosto che nascosto ebrei, e che i tedeschi erano a conoscenza della presenza degli ebrei nella fattoria della sua famiglia. Salvare gli ebrei in Tunisia non era allora contro la legge e gli stessi soccorritori non hanno rischiato la propria vita e la propria sicurezza, condizione necessaria per proclamare una persona come Giusta tra le Nazioni.
Sua figlia Faiza Abdul-Wahab ha commentato: "Mio padre ha aperto la sua casa agli ebrei ma Yad Vashem non ci ha aperto la porta". In particolare, le indagini hanno rivelato, attraverso le interviste con Annie Boukris e Edmee Masliah (Ouzzan), che i tedeschi erano pienamente consapevoli della situazione, che gli ebrei maschi continuavano a lavorare sotto la supervisione tedesca e che, durante le visite tedesche, il gruppo avrebbe messo i loro distintivi gialli per essere contati e quindi assicurarsi che nessuno fosse fuggito nel frattempo, in più sono stati riforniti di medicine da una struttura della Croce Rossa tedesca presente nelle vicinanze.